# Hickman (Nebraska)
Pour les articles homonymes, voir Hickman.
Hickman est une ville américaine située dans le Comté de Lancaster, au Nebraska. Selon le recensement de 2010, sa population est de 1 657 habitants.